# Мулдакаево (Белорецкий район)
Мулдака́ево (баш. Мулдаҡай) — село в Белорецком районе Республики Башкортостан России. Входит в состав Ассинского сельсовета. До 17 декабря 2004 года являлось центром упразднённого Мулдакаевского сельсовета.

## География

### Географическое положение
Расстояние до:
- районного центра (Белорецк): 148 км,
- центра сельсовета (Ассы): 33 км,
- ближайшего ж.-д. ост. пункта (ост. пункт 95 км): 36 км.

## Население
| 2002 | 2009 | 2010 |
| ---- | ---- | ---- |
| 226  | ↗251 | ↘192 |

Согласно переписи 2002 года, преобладающая национальность — башкиры (97 %).